# Marsh Lake (Yukon)
Pour les articles homonymes, voir Marsh.
Marsh Lake est une localité du Yukon au Canada, située sur la Route de l'Alaska, sur les rives du lac Marsh, au sud-est de Whitehorse. Elle fait partie de la division de recensement de Whitehorse.
Ses limites s'étendent le long de la Route de l'Alaska depuis le pont du fleuve Yukon à l'est de Whitehorse et inclut les zones résidentielles jusqu'à Judas Creek.
La majorité des habitants travaillent à Whitehorse, bien qu'il y existe encore quelques résidences secondaires.

## Démographie
| 2011 | 2016 |
| ---- | ---- |
| 619  | 696  |